# 김동철 (축구 선수)
김동철(한국 한자: 金東徹, 1990년 10월 1일 ~ )은 대한민국의 전 축구 선수이다. 포지션은 센터백이었다.

## 축구인 경력

### 선수 경력
2012년 K리그 드래프트에서 전남 드래곤즈에 3순위로 선발되었다. 같은 해 5월 28일 부산 아이파크와의 리그 경기에서 데뷔전을 치렀다.
2016년 서울 이랜드 FC로 이적하였으며, 이적 직후 팀의 주장을 맡기도 하였다. 2017 시즌 군복무 해결을 위해 아산 무궁화에 입단하였다.
2018년 10월 10일 의경 전역 이후 서울 이랜드 FC로 복귀하였다.

### 국가대표 경력
2007년 FIFA U-17 월드컵에 대한민국 U-17 대표팀의 주장으로 참가하였다.